# Herbie Mann
Herbie Mann (New York, 16 april 1930 – Santa Fe (New Mexico), 1 juli 2003) was een Amerikaans jazzmusicus.
Mann werd in New York geboren als Herbert Jay Solomon. Hij begon zijn muzikale carrière als saxofonist in een militaire band, en schakelde vervolgens over op de dwarsfluit. In 1958 nam hij een congaspeler in zijn band op, en in 1961 maakte hij een tournee door Brazilië.
Bij zijn terugkeer nam hij enkele albums op met Braziliaanse muzikanten. Deze albums, waaronder Do The Bossa Nova, droegen bij aan het populariseren van de bossanova, en brachten hem internationaal succes. Mann verwierf wereldfaam met zijn muzikale fusie van oorspronkelijke jazz en Braziliaans/Afrikaanse ritmes. Hij nam meer dan honderd platen op, waaronder een album met het trio van Wessel Ilcken.
Mann stierf in New Mexico, aan de gevolgen van prostaatkanker.
Voor een uitgebreid overzicht van zijn oeuvre, zie het artikel Discografie van Herbie Mann.
- Biblioteca Nacional de España: XX875977
- Bibliothèque nationale de France: cb138970413 (data)
- Gemeinsame Normdatei: 128374268
- International Standard Name Identifier: 0000 0000 7359 9430
- Library of Congress Control Number: n82019972
- MusicBrainz: 04271c28-b9a7-4724-b7fd-022409fbce60
- Nationale Bibliotheek van Tsjechië: ola2002157493
- Nationale Bibliotheek van Israël: 987007337135605171
- Nederlandse Thesaurus van Auteursnamen: 099651394
- Istituto Centrale per il Catalogo Unico: UBOV515597
- SNAC: w64b650v
- Système universitaire de documentation: 067218601
- Virtual International Authority File: 51875940
- WorldCat: E39PBJptVqx4gmG8qhdghvDDv3